# Myrceugenia miersiana
Myrceugenia miersiana är en myrtenväxtart som först beskrevs av George Gardner, och fick sitt nu gällande namn av Carlos Maria Diego Enrique Legrand och Eberhard Max Leopold Kausel. Myrceugenia miersiana ingår i släktet Myrceugenia och familjen myrtenväxter. IUCN kategoriserar arten globalt som nära hotad. Inga underarter finns listade i Catalogue of Life.